# Гастрик

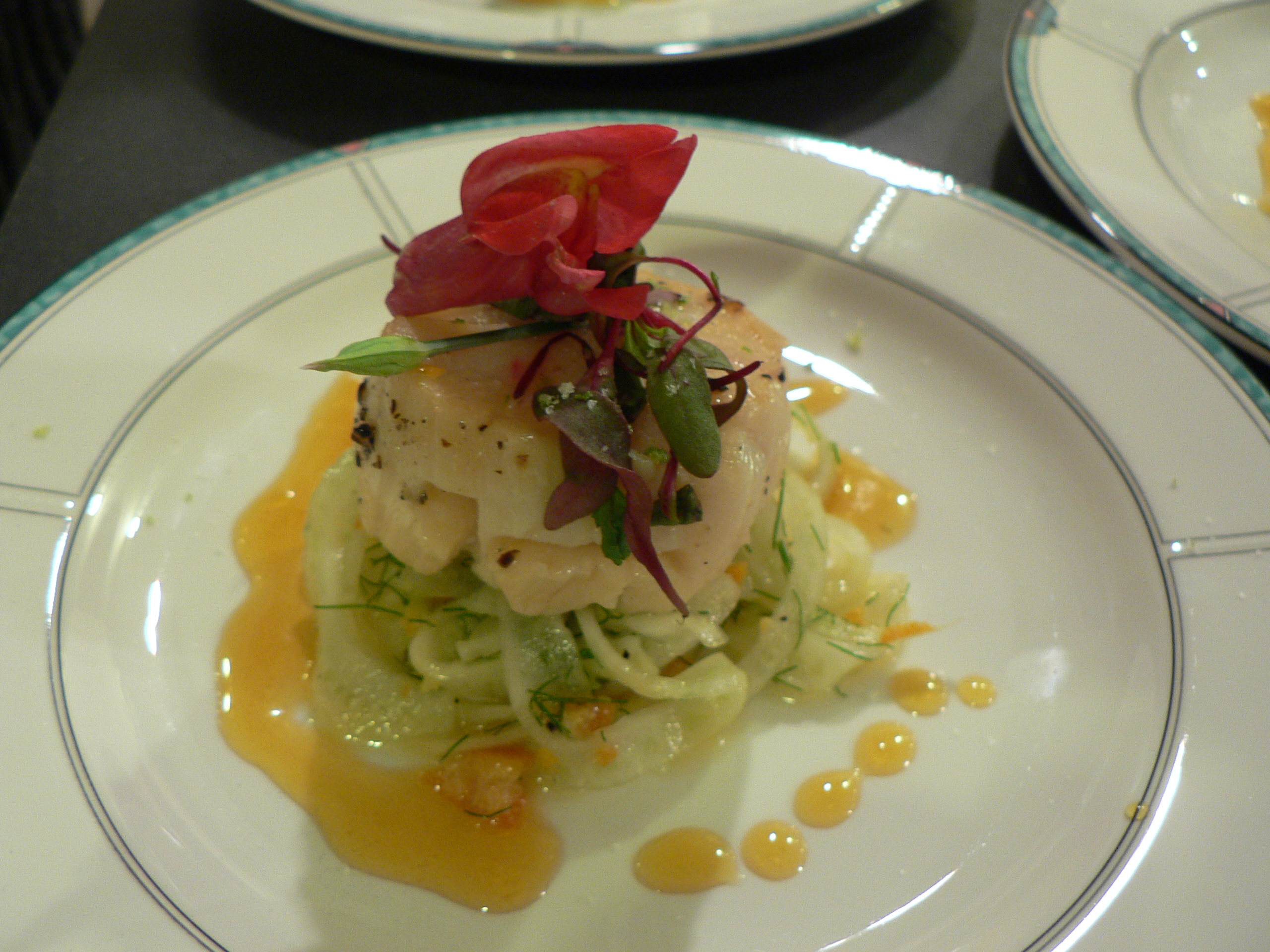
Морской гребешок с мандариновым гастриком

Гастрик (гастрике, от фр. gastrique) — соус из сахара, проваренного в уксусе, популярный во французской кухне. Используется как кисло-сладкий ароматизатор для соусов.
Гастрик готовят методом деглазирования. Соус, как правило, добавляют в фонд (fond) — подливку, получаемую при жарении мяса или рыбы, из смеси животного сока и масла и остающаяся на сковороде после жарения; к выпаренному костному бульону или коричневому соусу. Он также используется для ароматизации соусов, таких как томатный соус, пикантные фруктовые соусы и другие, например, апельсиновый соус для утки с апельсином.
Этот термин часто расширяют до обозначения любого кисло-сладкого соуса, например, цитрусовых гастриков или манговых гастриков. В итальянской кухне существует аналогичной соус agrodolce, от слов agro («кислый») и dolce («сладкий»).

## История
Карамель, растворённая в уксусе, использовалась Эскофье в 1903 году без специального названия, просто описанная как sucre cuit au caramel blond, disous avec 1 décilitre de vinaigre в его рецептах для соуса Romaine и Carpe à la Polonaise. Аналогично, Проспер Монтанье в 1922 году просто использует описание «карамель в уксусе», а профессиональная справочная поваренная книга, написанная Теодором Гренгуаром и Луи Сольнье Le Répertoire de la Cuisine в 1914 году, называет соус «карамельный блонд disous au vinaigre».
Название gastrique, похоже, вошло в «новую кухню» к 1980-м годам, определяемое как «незаменимый продукт, используемый при приготовлении соусов для сопровождения горячих блюд, включая фрукты, таких как утка с апельсином».